# Hersilia kerekot
Hersilia kerekot là một loài nhện trong họ Hersiliidae.
Loài này thuộc chi Hersilia. Hersilia kerekot được miêu tả năm 2004 bởi Rheims & Antonio D. Brescovit.